# 三輪信次郎

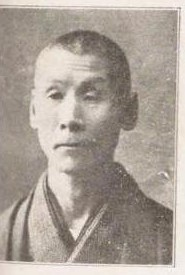
三輪信次郎

三輪 信次郎（みわ しんじろう、1854年5月3日（安政元年4月7日） - 1943年（昭和18年）10月19日）は、日本の政治家、衆議院議員（4期）。

## 経歴
東京都出身。慶應義塾で学ぶ。大蔵属となり、第十五国立銀行役員となる。
1903年の第8回衆議院議員総選挙において東京市選挙区から無所属で立候補して当選した。1904年の第9回衆議院議員総選挙と1908年の第10回衆議院議員総選挙でも連続当選。1912年の第11回衆議院議員総選挙で4回目の当選を果たした。衆議院議員を4期務め、1915年の第12回衆議院議員総選挙には出馬しなかった。1943年に死去した。
死後神田猿楽町の邸宅は明治大学に買収され、会議室や集会所として利用されたのち1961年に同大学10号館が建てられた。